# Velké Poříčí
Pour les articles homonymes, voir Poříčí.
Velké Poříčí (en allemand : Groß Poritsch) est un bourg (městys) du district de Náchod, dans la région de Hradec Králové, en Tchéquie. Sa population s'élevait à 2 368 habitants en 2024.

## Géographie
Velké Poříčí se trouve à 3 km au sud-sud-est du centre de Hronov, à 6 km au nord-nord-est de Náchod, à 39 km au nord-ouest de Hradec Králové et à 132 km à l'est-nord-est de Prague.
La commune est limitée par Hronov au nord, par Žďárky à l'est, par la Pologne au sud-est, par Náchod au sud et au sud-ouest, et Horní Radechová à l'ouest.

## Histoire
La première mention écrite de la localité date de 1496. La commune a le statut de městys depuis le 10 octobre 2006.

## Galerie

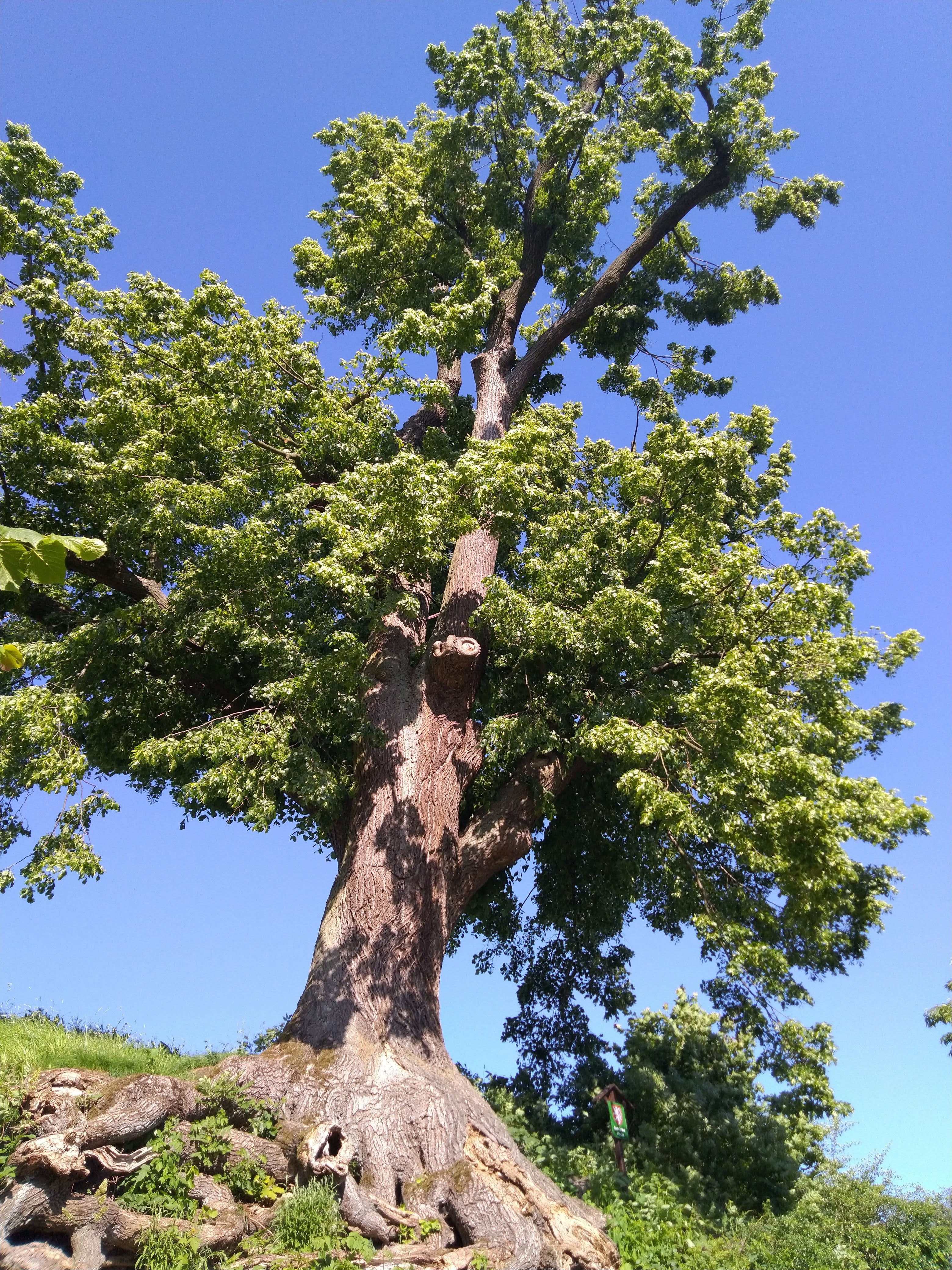
Tilleul remarquable à Veľký Poříčí.
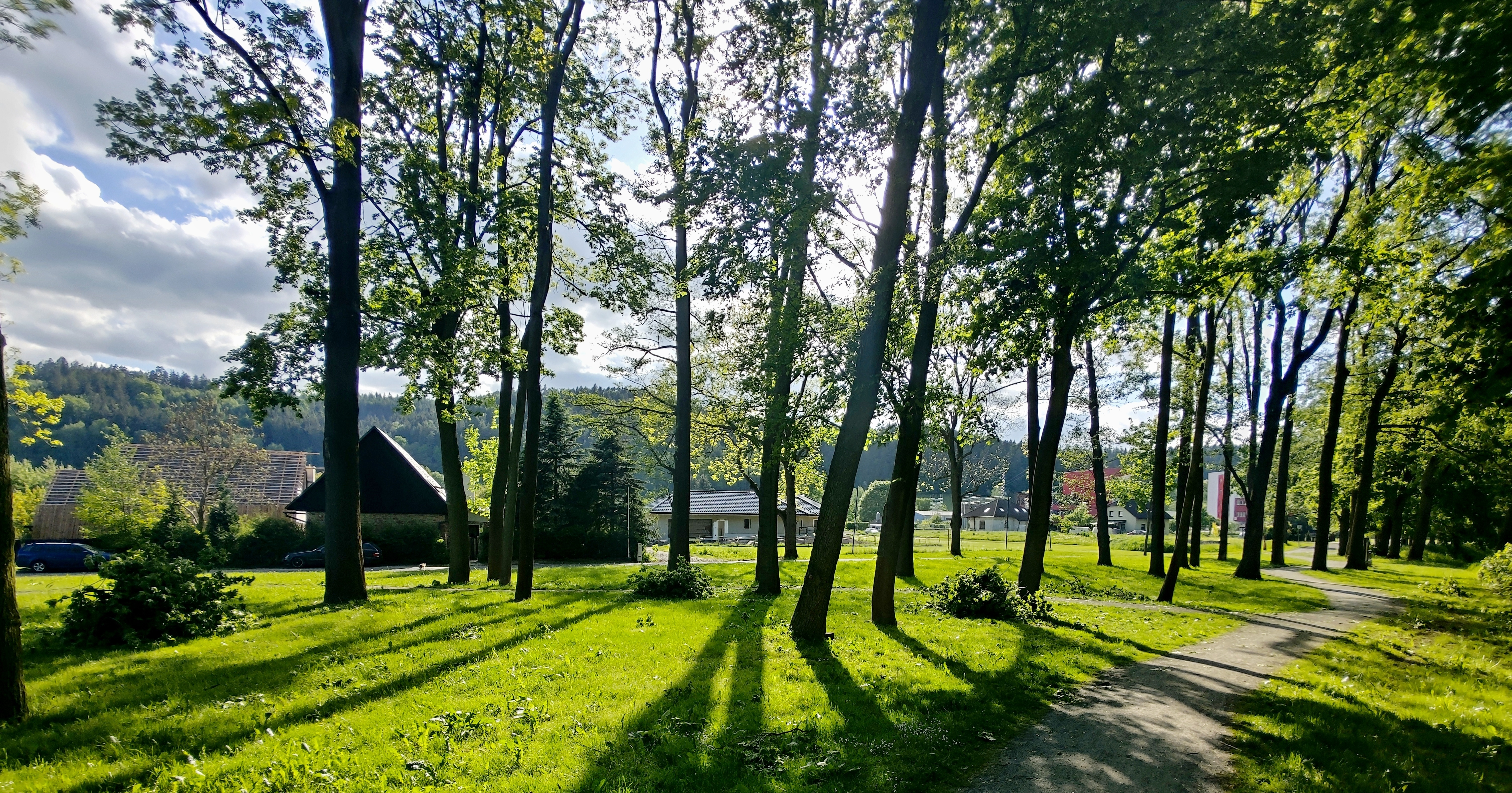
Quartier d'Olšina.

## Transports
Par la route, Velké Poříčí se trouve à 7 km de Hronov, à 7 km de Náchod, à 47 km de Hradec Králové et à 167 km de Prague. 